# Литл-Ривер (приток Ред-Ривера)
Литл-Ривер (англ. Little River) — река на юго-востоке штата Оклахома и на юго-западе штата Арканзас (США), левый приток реки Ред-Ривер, которая, в свою очередь, является притоком Миссисипи. Длина реки Литл-Ривер составляет 354 км, из которых 206 км находятся в Оклахоме, а 148 км — в Арканзасе.

## География

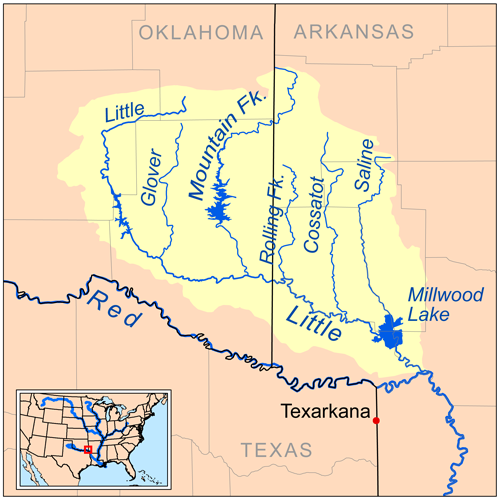
Бассейн реки Литл-Ривер

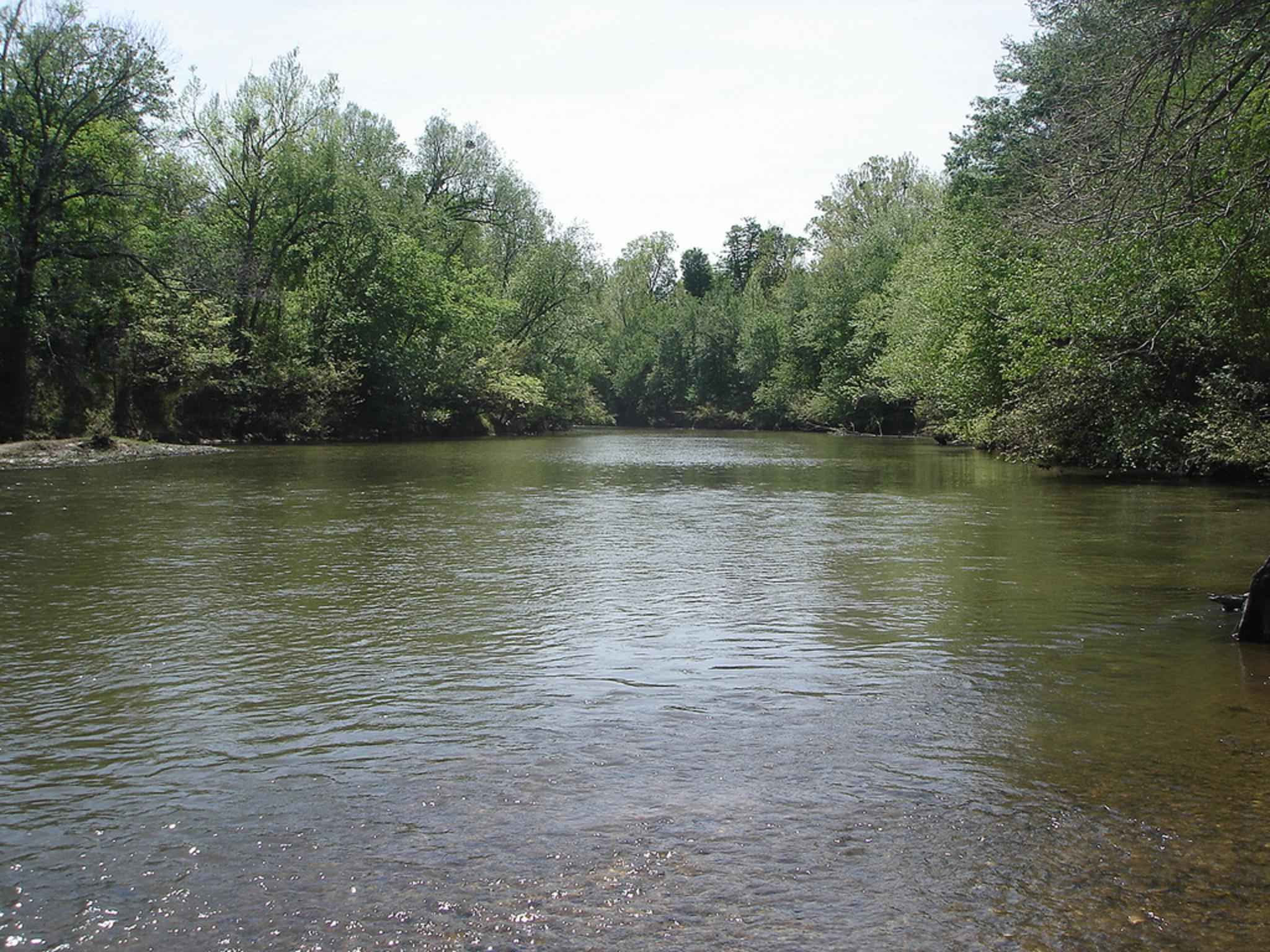
Река в районе национального резервата Литл-Ривер (округ Мак-Кертен, Оклахома)

Исток реки Литл-Ривер находится в округе Ле-Флор (Оклахома), в горах Уошито, рядом с горой Литл-Ривер, на высоте около 590 м. После этого река течёт сначала на запад, потом на юг, а затем преимущественно в юго-восточном направлении, протекая по округам Ле-Флор, Пушматаха и Мак-Кертен (Оклахома), а затем по округам Севир, Хемпстед и Литл-Ривер (Арканзас). В том месте, где Литл-Ривер пересекает границу Оклахомы и Арканзаса, находится самая низкая точка штата Оклахома — 88 м над уровнем моря.
На высоте 105 м в Литл-Ривер впадает левый приток Гловер-Крик, на высоте 89 м — левый приток Маунтин-Форк, на высоте 88 м — левый приток Роллинг-Форк, а на высоте 79 м — левый приток Коссатот. Далее Литл-Ривер протекает через водохранилище Милвуд, расположенное в округах Севир, Хемпстед, Литл-Ривер и Хауард (Арканзас) на высоте 79 м. В это водохранилище впадает ещё один левый приток — река Салин. Литл-Ривер впадает в реку Ред-Ривер на высоте 70 м, вблизи города Фултон.
Площадь водосборного бассейна реки Литл-Ривер — около 10 523 км², что включает в себя верхнюю часть, около 5877 км² (выше по течению от границы Оклахомы и Арканзаса), и нижнюю часть, около 4646 км² (от границы штатов до впадения в Ред-Ривер). Вся нижняя часть водосборного бассейна находится в Арканзасе. Верхняя часть в основном находится в Оклахоме, за исключением части бассейна Маунтин-Форка (около 647 км²), которая находится в Арканзасе. Таким образом, Оклахоме принадлежит около 5230 км², а Арканзасу — около 5293 км² водосборного бассейна реки Литл-Ривер. Помимо округов, по которым протекает Литл-Ривер, её бассейн также охватывает арканзасские округа Полк и Хауард, по которым протекают её притоки Маунтин-Форк, Роллинг-Форк, Коссатот и Салин.
Средний расход воды в реке Литл-Ривер вблизи города Хорейшо (Арканзас) — 113,4 м³/c (по усреднённым данным 1969—2013 годов).

## История

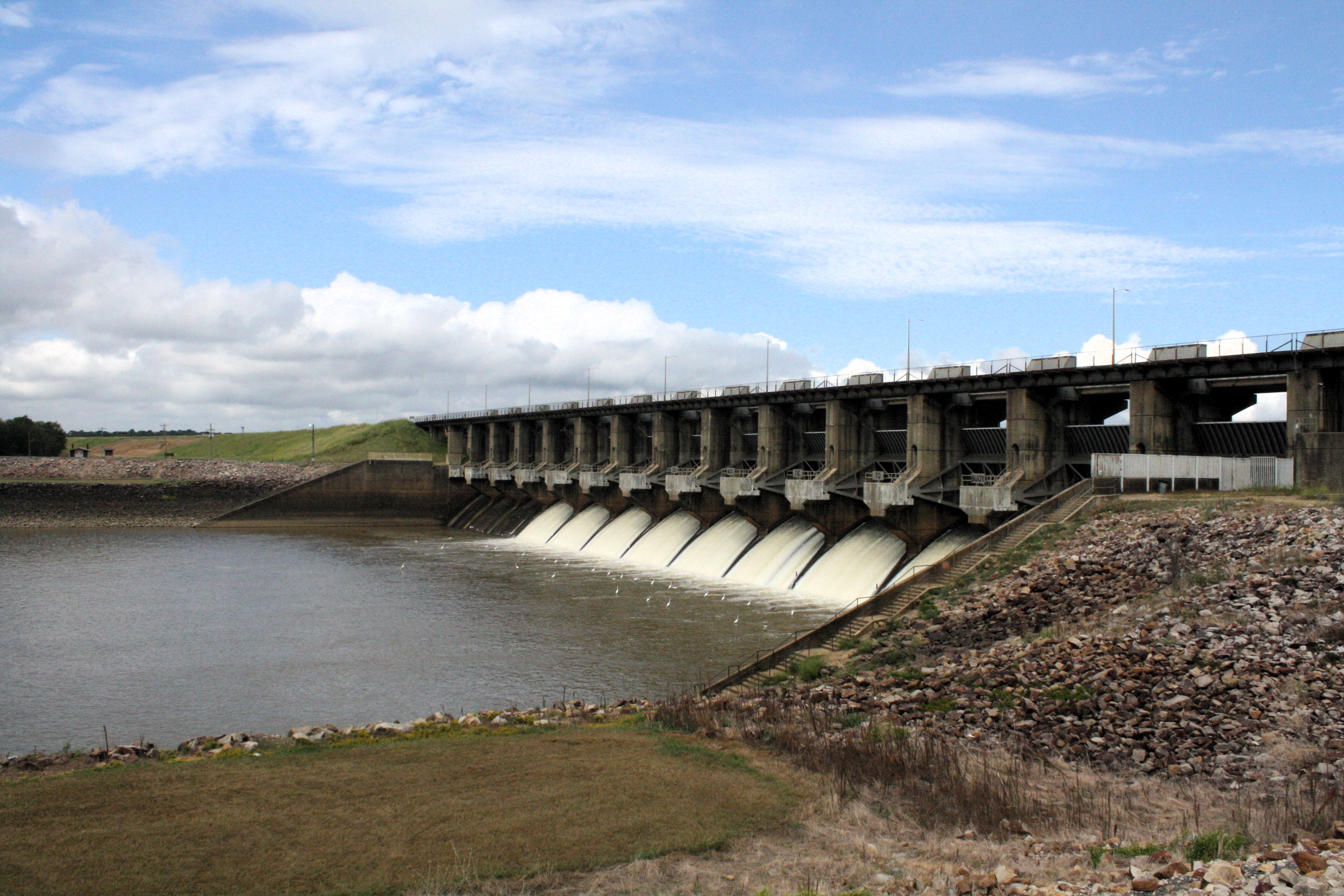
Плотина Милвуд на реке Литл-Ривер

Люди появились на берегах реки Литл-Ривер примерно за 10 тысяч лет до начала нашей эры. Известно, что в течение долгого времени в этом районе жили индейцы кэддо, однако в 1835 году, с приходом белых поселенцев, они вынуждены были покинуть свои земли. Вероятно, ранние поселенцы использовали Литл-Ливер в качестве транспортной артерии. Известно, что при наличии достаточно высокого уровня воды в нижнее течение реки заходили пароходы.
Соляные источники, находившиеся вблизи реки, в XIX веке использовались для производства соли. В долине реки развивалось сельское хозяйство — в частности, местные фермеры занимались выращиванием хлопка. В 1895 году в районе реки была построена железная дорога, после чего появилась возможность развивать заготовку древесины и деревообрабатывающую промышленность.
В 1913 году в районе Милс-Ферри был построен мост через Литл-Ливер. В 1935 году его заменили на новый мост, расположенный немного севернее города Уилтон (ныне по нему проходит федеральное шоссе US 71). В 1961—1966 годах в нижнем течении реки Литл-Ривер была сооружена плотина, в результате чего образовалось водохранилище Милвуд.